# Тіта (футболіст)
Мілтон Кейрос да Паїшао (порт. Milton Queiroz da Paixão), більш відомий як Тіта (порт. Tita, нар. 1 квітня 1958, Ріо-де-Жанейро, Бразилія) — бразильський футболіст, що грав на позиції нападника. По завершенні ігрової кар'єри — тренер.
Виступав за національну збірну Бразилії.
П'ятиразовий переможець Ліги Каріока. Чемпіон Мексики. Дворазовий володар Кубка Лібертадорес. Володар Міжконтинентального кубка. Володар Кубка УЄФА. У складі збірної — володар Кубка Америки.

## Клубна кар'єра
У дорослому футболі дебютував 1977 року виступами за команду клубу «Фламенго», в якій провів п'ять сезонів, взявши участь у 60 матчах чемпіонату. За цей час виборов титул володаря Кубка Лібертадорес.
Згодом з 1983 по 1996 рік грав у складі команд клубів «Греміо», «Фламенго», «Інтернасьйонал», «Васко да Гама», «Баєр 04», «Пескара», «Леон» та «Пуебла». Протягом цих років додав до переліку своїх трофеїв титул володаря Кубка УЄФА.
Завершив професійну ігрову кар'єру у клубі «Комунікасьйонес», за команду якого виступав протягом 1997—1998 років.

## Виступи за збірну
1979 року дебютував в офіційних матчах у складі національної збірної Бразилії. Протягом кар'єри у національній команді, яка тривала 12 років, провів у формі головної команди країни 32 матчі, забивши 6 голів.
У складі збірної був учасником розіграшу Кубка Америки 1979 року у різних країнах, на якому команда здобула бронзові нагороди, розіграшу Кубка Америки 1983 року у різних країнах, де разом з командою здобув «срібло», розіграшу Кубка Америки 1989 року у Бразилії, здобувши того року титул континентального чемпіона, чемпіонату світу 1990 року в Італії.

## Кар'єра тренера
Розпочав тренерську кар'єру невдовзі по завершенні кар'єри гравця, 2000 року, очоливши тренерський штаб клубу «Васко да Гама», де пропрацював з 2000 по 2000 рік.
2008 року став головним тренером команди «Васко да Гама», тренував команду з Ріо-де-Жанейро один рік.
Згодом протягом 2011—2012 років очолював тренерський штаб клубу «Леон».
2012 року прийняв пропозицію попрацювати у клубі «Некакса». Залишив команду з Агуаскальєнтеса 2012 року.
Протягом тренерської кар'єри також очолював команди клубів «Американо», «Урава Ред Даймондс», «ель Пазо Патріотс», «Америка» (Ріо-де-Жанейро), «Бангу», «Кашіас», «Клуб Ремо», «Кампіненсе», «ЦФЗ до Ріо», «Резенде», «Тупі» та «Макае».

## Досягнення

### Командні
- Переможець Ліги Каріока:

«Фламенго»: 1978, 1979, 1979 Special, 1981
«Васко да Гама»: 1987
- Чемпіон Мексики:

«Леон»: 1991—1992
- Володар Кубка Лібертадорес:

«Фламенго»: 1981: «Греміо»: 1983
- Володар Міжконтинентального кубка:

«Фламенго»: 1981
- Володар Кубка УЄФА:

«Баєр 04»: 1987–1988
- Володар Кубка Америки: 1989
- Срібний призер Кубка Америки: 1983

### Особисті
- Найкращий бомбардир Кубка Лібертадорес (8)

1984